# 戸田アイラ
戸田 アイラ（とだ あいら、1988年9月1日 - ）は、日本の元AV女優。
東京都出身。身長:154cm。スリーサイズ:B84・W58・H84。

## 略歴・人物
2009年10月にAVデビュー。
2010年2月2日の公式ブログにて引退を発表した。

## 出演作品

### アダルトビデオ
2009年
- CUTE （10月1日、MUTEKI）
- 芸能人エスワン解禁 （11月19日、S1）
- 現役ハーフモデルの欧米式セックス （12月19日、S1）

2010年
- エスワンTV THE芸能界 ヤリすぎ生放送!（1月7日 [DVD]／2月1日[Blu-ray]、S1）
- クラスで1番の優等生は隠れヤリマン （2月19日、S1）
- 終わらないイカセ地獄 （3月19日、S1）
- THE芸能界エロすぎ大乱交 エスワンTV 裏ちゃんねる （4月7日、S1）
- 許してください 夫の目の前で犯された若妻 （4月19日、S1）